# Быховский, Абрам Исаевич
Абра́м (Авраам) Иса́евич Быхо́вский (29 августа 1895, Дубровно — 22 ноября 1972, Москва) — советский организатор военного производства, директор ряда крупных предприятий Военно-промышленного комплекса СССР, генерал-майор инженерно-артиллерийской службы (18 ноября 1944 года), Герой Социалистического Труда. Жертва борьбы с космополитизмом.

## Биография
Авраам Исаевич Быховский родился 29 августа 1895 года в посёлке Дубровно Могилёвской губернии (сейчас город Дубровно Витебской области, Беларусь). Адаптированное для общения имя Абрам принял вскоре после совершеннолетия, впоследствии во всех официальных документах значился как Абрам Исаевич. Его отец, Исай Быховский, был ремесленником. Абрам Исаевич учился в начальной еврейской школе, а в 1911 году начал трудовую деятельность с работы на «Днепровской мануфактуре» (сейчас «Дубровенский льнозавод»), впоследствии был сортировщиком леса, десятником на стройке. В 1924 году закончил Шосткинский химико-технологический техникум, а в 1927 году Московский химико-технологический институт.
После окончания института по распоряжению Г. К. Орджоникидзе непродолжительное время работал в Самаре, временно исполняя обязанности директора завода, а потом переехал в Ижевск и начал работать на заводе № 180.

### Работа на заводе № 180 (Ижстальзавод)
Работу на Ижстальзаводе Быховский начал в 1927 году с должности заведующего производством инструментального отдела. В 1929 году Абрам Исаевич был назначен на должность технического директора. В 1931 году стал членом ВКП(б). В апреле 1933 года стажировался на заводе Круппа в Эссене (Германия). 3 марта 1935 года стал директором завода. Под руководством Быховского завод освоил серийный выпуск автоматических винтовок АВС-36 конвейерно-поточным способом (с сентября 1936 года), мотоцикла Иж-7, охотничьего ружья ИЖ БК-36, ряда токарных и револьверных станков, а также было создано Бюро для разработки образцов стрелкового оружия. За успехи в организации производства в 1936 году Серго Орджоникидзе премировал Абрама Быховского легковым автомобилем в личную собственность.
Благодаря усилиям Абрама Исаевича было получено финансирование строительства первой трамвайной линии в Ижевске, которая открылась 18 ноября 1935 года.
В 1937 году, на волне массовых репрессий, на Абрама Быховского были совершены многократные доносы в «органы», сигнализировавшие о его связях с «инженерами-вредителями» и указывавшие на связи Быховского с германскими промышленными кругами. От готовившихся репрессий его спас нарком вооружения Б. Л. Ванников.
В марте 1939 года Ижстальзавод был разделён на два предприятия, которые получили собственных директоров. Быховского назначили директором завода № 172 в Перми.

### Работа на заводе № 172 (Мотовилихинские заводы)
В марте 1939 года Абрам Исаевич был назначен директором машиностроительного завода № 172 Наркомата вооружения СССР (Пермь). Под руководством Быховского в предвоенное время завод начал производство ряда артиллерийских систем (152-мм гаубица образца 1938 года (М-10), 107-мм дивизионная пушка образца 1940 года (М-60) и другие). За свои достижения завод был награждён орденом Ленина (13 января 1941 года).
За свою деятельность в предвоенный период Абрам Исаевич был награждён правительственными наградами: 8 июня 1939 года получил орден Ленина, а 3 января 1941 года — орден Трудового Красного Знамени.
С началом Великой Отечественной войны работа завода № 172 значительно активизировалась. Уже в сентябре 1941 года начался массовый выпуск 45-мм противотанковой пушки 53-К. В 1942 году заводское КБ совместно со специальным конструкторским бюро НКВД (ОТБ «Кресты») под руководством М. Ю. Цирульникова разработало, а завод запустил в производство 45-мм противотанковую пушку М-42. За полгода производство было доведено до 700 орудий в месяц. Всего в период с 1941-го по 1945 год завод освоил производство восьми артсистем:
- 45-мм противотанковая пушка образца 1937 года (53-К)
- 45-мм противотанковая пушка образца 1942 года (М-42)
- 76-мм полковая пушка образца 1927 года
- 76-мм полковая пушка образца 1943 года
- 25-мм автоматическая зенитная пушка образца 1940 года (72-К)
- 45-мм морская зенитная пушка М—13
- 122-мм пушка А-19С для самоходной артиллерийской установки ИСУ-122
- 152-мм пушка МЛ-20C для самоходной артиллерийской установки ИСУ-152

За годы Великой Отечественной войны завод под руководством Быховского выпустил 48 600 орудий, что составило около трети от общего выпуска орудий советской промышленностью. Только в 1942 году завод сверх плана выпустил продукции на 40 артиллерийских полков. За работу во время войны завод был награждён орденами Трудового Красного Знамени (3 июня 1942 года), Красного Знамени (15 октября 1944 года), Отечественной войны I степени (28 июня 1945 года).
Указом Президиума Верховного Совета СССР «О присвоении звания Героя Социалистического Труда товарищам Быховскому А. И., Ванникову Б. Л., Гонор Л. Р., Еляну А. С., Новикову и Устинову Д. Ф.» от 3 июня 1942 года за «выдающиеся заслуги в деле организации производства, освоение новых видов артиллерийского и стрелкового вооружения и умелое руководство заводом» был удостоен звания Героя Социалистического труда.
В тяжёлые военные годы Быховский уделял много внимания нуждам заводчан. Например, в одном из цехов было налажено производство брезентовой обуви на деревянной подошве, которую бесплатно выдавали рабочим.
В феврале 1947 года 51-летний Абрам Быховский был избран депутатом Верховного Совета РСФСР. В качестве делегата участвовал в VIII Чрезвычайном съезде Советов, депутат ВС РСФСР 2-го созыва.
В 1951 году завод под управлением Абрама Исаевича начал выпускать 130-мм пушку М-46 и 152-мм пушку М-47.

### Жизнь и работа в Московской области
В 1952 году в рамках антиеврейской чистки в отраслях оборонной индустрии был снят с должности директора завода в Мотовилихе и переведён из Перми в Подмосковье.
В 1952—1953 годах возглавлял Подольский электромеханический завод (город Подольск, Московская область), который под руководством Быховского начал выпускать антенные устройства для многоканальных зенитных комплексов, а также гидроприводы для 130-мм зенитной пушки КС-30 и перископов подводных лодок. Во время директорства Абрама Исаевича было создано 5 новых цехов для производства антенных устройств, а также началось активное строительство жилья для заводчан.
C 1953 по 1956 год Быховский работал директором филиала № 2 НИИ-88 (п/я 10), расположенного в посёлке «Новостройка» Московской области. В августе 1956 года филиал № 2 был преобразован в самостоятельный научно-исследовательский институт (НИИ) № 229 (впоследствии НИИХиммаш, а сейчас ФКП НИЦ РКП). 11 октября 1956 года на отчётно-перевыборном собрании партийной организации филиала № 2 против Быховского выступил сотрудник филиала Михаил Вавилович Сухопалько. Сам Абрам Исаевич отсутствовал на этом собрании. В результате Быховский не был избран в партбюро предприятия, что послужило поводом для снятия его с должности директора. После этого ушёл на пенсию. Ю. И. Костоглод, работавший под руководством Абрама Исаевича, отмечал его высокую культуру в общении с подчинёнными. За время работы А. И. Быховского директором филиала № 2 были запущены в эксплуатацию испытательные стенды «объект № 2» (стенд для наземной отработки ракеты Р-7), «объект № 3» (стенд для наземной отработки зенитных ракет), «объект № 4» (стенд для испытаний ЖРД малой тяги), а также построен дом культуры «Космос».
Умер 22 ноября 1972 года в московской больнице для ветеранов труда в Измайлове. Похоронен в Москве на Новодевичьем кладбище.

## Семья
А. И. Быховский был женат на Раисе Борисовне Быховской (в девичестве — Лурье, 1906—1963), которая работала музыкальным педагогом. Двое детей: дочь Вера Авраамовна Быховская (1929—1997), инженер;  сын Анатолий Авраамович Быховский (род. 30 апреля 1934, Ижевск) — заслуженный тренер СССР по шахматам, международный мастер, многолетний тренер юношеской сборной СССР.

## Награды
- Герой Социалистического Труда (3 июня 1942, медаль «Серп и Молот» № 25)
- 3 ордена Ленина (8 июня 1939, 3 июня 1942 — № 8294, 5 января 1944)
- орден Суворова 1-й степени (16 сентября 1945)
- орден Отечественной войны 1-й степени (28 июня 1945)
- Орден «Знак Почёта»[19]
- орден Трудового Красного Знамени (3 января 1941)
- медали, в том числе Медаль «За победу над Германией» (27 сентября 1945)[20]

## Память
- У проходной ПАО «Мотовилихинские заводы» установлена мемориальная плита в честь Абрама Исаевича Быховского[21].
- Очерк о Быховском, написанный Самуилом Персовым в 1940-е годы, был опубликован в США[22].
- Существует мнение, что Абрам Быховский является прообразом директора завода Листопада в романе Веры Пановой «Кружилиха» («Люди добрые»)[15].